# Calacadia radulifera
Calacadia radulifera is een spinnensoort uit de familie Desidae. De soort komt voor in Chili.